# Transverzalni val
Transverzalni val je val kod kojeg čestice titraju okomito na smjer širenja vala. U čvrstim tijelima mogu se rasprostirati i transverzalni i longitudinalni valovi, a u tekućinama i plinovima samo longitudinalni valovi.  

## Val
Val je širenje poremećaja kojim se prenosi energija kroz neko sredstvo (medij), a da se sredstvo kao cjelina ne pomiče. Kada se valovi nađu na granici između dvaju različitih sredsatva, dolazi do njihova ogiba, refrakcije (loma) ili refleksije (odbijanja) i u posebnim uvjetima do stojnih valova. Mehanički valovi se mogu širiti samo kroz neku tvar (medij), dok se elektromagnetski valovi mogu širiti i vakuumom.
Valovi također mogu biti:
- longitudinalni – čestice titraju u smjeru širenja vala. Najvažniji primjer longitudinalnih valova su valovi zvuka u zraku. U tekućinama i plinovima samo se rasprostiru longitudinalni valovi;
- transverzalni – čestice titraju poprečno na smjer širenja. U čvrstim tijelima mogu se rasprostirati i transverzalni i longitudinalni valovi;
- progresivni – val se širi u određenom smjeru i pritom se energija prenosi s čestice na česticu;
- stojni – neke čestice titraju, a neke stalno miruju; energija se ne prenosi prostorom.

Periodički se valovi mogu opisati karakterističnim veličinama: frekvencijom, amplitudom, periodom i valnom duljinom. Udubine koje nastaju kada bacimo sredstvo u vodu zovemo valnim dolovima, a izbočine valnim brijegovima. Od mjesta gdje je kamen pao izmjenično se rasprostiru kružni brjegovi i kružni dolovi. Val je ustvari širenje titraja u elastičnom sredstvu. Kad kamen padne u vodu, prouzrokuje titranje na onom mjestu gdje je u vodu udario. Čestice vode na tom mjestu zatitraju, i to se titranje dalje širi u obliku valova jer su čestice vode međusobno elastično povezane. Kod vala se ne prostire materija već energija titranja koja putuje od čestice do čestice. Prividno nam se čini da voda teče, ali ako promotrimo kakav list koji pliva na vodi vidjet ćemo da se taj ne pomiče s valom već se njiše gore i dolje na istom mjestu površine vode. Ono što kod vala putuje samo je slika titraja u izvjesnom trenutku. Tvar u kojoj se val rasprostire zove se sredstvo vala, a čestica koja je počela titrati i iz koje se val širi zove se izvor vala. Valovi koji se šire na površini nekog sredstva zovu se površinski valovi, a valovi koji se šire u nekom prostoru zovu se prostorni valovi. 

## Titranje žice glazbala
Napeta i na krajevima učvršćena žica može izvoditi transverzalne mehaničke titraje, okomito na smjer žice. Time što je žica na krajevima učvršćena već je unaprijed određeno da se na njenim krajevima stvaraju čvorovi stojnog vala. Povučemo li gudalom po sredini žice, ona će izvoditi harmonijsko titranje i pri tom ćemo čuti ton. Onaj ton koji nastaje kod titranja žice gdje je samo jedan trbuh po sredini zove se osnovni ton. Tome osnovnom tonu pripada osnovna frekvencija f0 i valna duljina λ0. Kako je razmak od čvora do čvora, to jest duljina l žice jednaka polovini valne duljine, to jest:
{\displaystyle l={\frac {\lambda _{0}}{2}}}
a jer je:
{\displaystyle \lambda _{0}={\frac {v}{f_{0}}}}
gdje je v - brzina zvuka, to je:
{\displaystyle l={\frac {v}{2\cdot f_{0}}}}
pa je:
{\displaystyle f_{0}={\frac {v}{2\cdot l}}}
Znači da je broj titraja obrnuto razmjeran s duljinom žice, to jest duža žica imat će manji broj titraja nego kraća. 
Dotaknemo li napetu žicu prstom u sredini i stavimo li je u titranje, pa onda prst uklonimo, žica će titrati tako da će imati 3 čvora i 2 trbuha i ćut ćemo prvi gornji ton. Valna duljina je sada: 
{\displaystyle \lambda _{1}={\frac {1}{2\cdot \lambda _{0}}}}
a frekvencija f1. Iz toga proizlazi da je:
{\displaystyle {\frac {v}{2\cdot f_{1}}}={\frac {v}{2\cdot f_{0}}}}
pa je:
{\displaystyle f_{1}=2\cdot f_{0}}
Znači da je sada frekvencija dvostruko veća od osnovne frekvencije. 
Pritisnemo li žicu u svakoj trećini njene duljine, nastat će na njoj 4 čvora i dobit ćemo drugi gornji ton. Valna duljina je sada 
{\displaystyle \lambda _{2}={\frac {1}{3\cdot \lambda _{0}}}}
a frekvencija f2. Iz toga proizlazi da je:
{\displaystyle {\frac {v}{f_{2}}}={\frac {v}{3\cdot f_{0}}}}
pa je:
{\displaystyle f_{2}=3\cdot f_{0}}
Znači da je sada frekvencija trostruko veća od osnovne frekvencije.